# إعادة ترميم مدينة بيروت
وُضعت خطة رئيسية لإعادة ترميم مدينة بيروت، تم إكمالها واعتمادها في عام 1994، تتضمن أسس توجيهية لصيانة وترميم قرابة 291 مبنى تم تحديدها على أنها المباني التي ستشملها هذه الخطة في أعمال الصيانة والترميم.

## أعمال البناء
في عام 1993، تم تحديد 291 مبنى لتشملها أعمال الصيانة والترميم في الخطة الرئيسية، وهذه المباني تقع بشكل رئيسي في مناطق إتوال وفوش وألينبي وقرية الصيفي ووادي أبو جميل. تم الانتهاء من الخطة والموافقة عليها في عام 1994 بموجب مرسوم صادر من مجلس الوزراء، وتم تقسيم المباني المشمولة إلى ثلاث فئات تشمل: المباني الحكومية والمباني الدينية والمباني ذات القيمة التراثية والمعمارية (تم ترميمها دون أي تغير خارجي عليها)، وهناك فئة المباني الأخرى التي سُمح بإجراء تعديلات وإضافات طفيفة عليها. لم يسمح سوى بتعديلات وإضافات محدودة على فئة المباني الأخرى، على عكس المباني التراثية التي لم يسمح أن يُجرى عليها أي تغيير خارجي.

## الخلفية التاريخية
في عام 1993، تم تحديد 291 مبنى من أصل 900 مبنى بقي قائمًا سيتم صيانتها وترميمها في أعقاب الحرب. كان العديد من المباني التراثي الباقية في حالة دمار ومهدمة بسبب الأعيرة النارية الصغيرة بشكل رئيسي وتدهور حالتها لاحقًا. شملت أعمال الترميم الرئيسية المباني الباقية في مناطق إتوال وفوش وألينبي في قلب مدينة بيروت التاريخي، بالإضافة إلى قرية الصيفي ووادي أبو جميل.  تم الانتهاء من الخطة والموافقة عليها في شهر آذار من العام 1994 بموجب مرسوم صادر من مجلس الوزراء، وتم تقسيم المباني المشمولة إلى ثلاث فئات تشمل: المباني الحكومية والمباني الدينية والمباني ذات القيمة التراثية والمعمارية وفئة المباني الأخرى. كان هناك حاجة إلى مهارات محلية مُعتبرة من أجل إكمال ترميم هذه المباني، خصوصًا فيما يتعلق بالنحت اليدوي للزخارف التي نُسخت من بقايا المباني. كما كان هناك جانب مهم في عملية الترميم في الجزء التاريخي ألا وهو التنفيذ المشابهة لمنطقة المشاة باستخدام البازلت الذي تم إنقاذه من تحت الشوارع. شملت هذه العملية إعادة بناء أعمدة الإنارة والأقواس الأصلية المصممة لبيروت في عشرينيات القرن الماضي. وجعل هذا النوع من الترميم عالي الجودة لأماكن المشاة من منطقة بيروت المحافظة منطقة ذات معالم تاريخية رئيسية.

## الخط الزمني
- 1993: تحديد 291 مبنى من أجل صيانتها وترميمها.

- 1994: الانتهاء من وإقرار الخطة الرئيسية بموجب مرسوم صادر عن مجلس الوزراء والذي أجمل بدوره عملية ترميم المباني الباقية.

## طالع مقالات ويكيبيدية متعلقة
- برج الكشاف
- قائمة قلاع لبنان
- برج البعلبكية
- برج الأمير جمال
- برج الباشوراء
- برج القشلة
- دارة سلام